# Kreimer Engenharia
Kreimer Engenharia é uma construtora e incorporadora brasileira fundada em 1964, sediada na cidade do Rio de Janeiro.
Possui em seu portfólio trabalhos feitos para prédios residenciais, hospitalares, helipontos, shoppings e mais de 90 concessionárias de automóveis. É especializada em construções para o ramo de entretenimento, tendo atuado em projetos como o palco “Mundo” do Festival Rock in Rio III, Rio Water Planet, Rock in Rio Café, o estúdio de imagens aquáticas da Rede Globo, Cervejaria Slavia, Cidade do Samba e Oi Casa Grande.
No segmento de incorporações imobiliárias atua desde a pesquisa, definição de produto, análise de documentação, análise de engenharia, estudos de viabilidade, otimização da construção e entrega das unidades legalizadas.
Tem a certificação ISO 9001 desde 1996 e a certificação PBQPH-A, além de ser credenciada à CEF.